# 純 (映画)
『純』（じゅん）は、1978年製作、1980年に公開された日本映画。主演・江藤潤、朝加真由美。横山博人の監督デビュー作。
美人の恋人がいながら、電車の中で痴漢行為に耽る地方から上京した青年を通して、人とのふれあいが上手に出来ない若者の姿を描く。

## あらすじ
長崎の軍艦島から集団就職で上京した松岡純は、都心の遊園地の修理工場で働きながら漫画家になりたいと秘かに勉強を続けた。同じ職場に木島洋子という恋人がいたが、手を握ることさえできない。しかし純には洋子に知らないもう一つの"貌"があった。純は通勤電車で大胆にも痴漢行為を続ける常習犯だった。ある日、痴漢の現場を洋子に見られてしまった。

## スタッフ
- 監督：横山博人
- 脚本：横山博人
- 製作：手嶋茂喜
- プロデューサー：中島貞夫・呉徳寿・松本廣
- 撮影：高田昭
- 音楽：一柳慧
- 録音：本田孜
- 照明：山田和夫
- 編集：浦岡敬一

## キャスト
- 松岡純：江藤潤
- 木島洋子：朝加真由美
- 教師風の女：中島ゆたか
- 女子高校生：榎本ちえ子
- 子連れ女：赤座美代子
- OL：山内恵美子
- はぐれ鳥：田島令子
- グラマラスな女：橘麻紀
- 黒ブーツの女：花柳幻舟
- 三十前後の女：原良子
- 長崎の女：江波杏子
- 役人風の男：小松方正
- 刑事：深江章喜
- 村田一郎：大滝秀治
- 傘の柄の男：安部徹
- 三十前後の男：小坂一也
- 郵便屋：小鹿番
- 駅員：今井健二
- 洋子の同僚：森あき子
- 映画館の男：田中小実昌
- 警察署長：羽仁五郎

## 製作

### 企画(1973年)
『キネマ旬報』1970年12月上旬号で倉本聰がオリジナル・シナリオ『純』を発表。倉本と『キネマ旬報』編集長・白井佳夫を中心に、黒井和男らが参加して「映画『純』を製作する会」が結成され、萩原健一主演・藤田敏八監督・長谷川和彦助監督の枠組みで製作準備が進み、1973年1月に日活で萩原健一主演・藤田敏八監督で製作が決定したと報じられた。日活は当時ロマンポルノに移行していたが、藤田はロマンポルノの『エロスは甘き香り』を1973年1月に撮影後、一般映画の青春映画として1973年2月下旬から『純』を撮影する予定にしていた。日活はロマンポルノ移行後も、盆正月などに時折一般映画を製作することが決まっており、本作の興行を東宝に頼み、海外ロケ映画『陽は沈み陽は昇る』との併映で、1973年のゴールデンウィーク作品として準備していた。萩原・藤田とも撮影のためスケジュールを空け、長谷川がロケハンまでやったが、2月クランクイン予定の3日前に日活の内部事情（詳細は不明）で、3月に製作延期になり、そのまま製作中止になった。萩原は後に「『純』はやりたかったです」と話していた。白井佳夫の考えていた内容は、ロベール・ブレッソン監督の『スリ』のような具体的手口を追い続けるタッチの痴漢映画であった。

### 製作(1978年)
東映東京撮影所（以下、東映東京）の契約助監督として四年間、石井輝男や伊藤俊也監督らに就いた横山博人は、サードの助監督から抜け出せず、1977年に福岡の中学時代の同級生からお金を借りて映画の製作を決意し、同年夏に東映を退社。自身の弟の会社・工藝舎名義で、かねてから製作を望んでいた『純』の映画化を決め、自身で「俺はプロの監督」という思いから、最初から35mmの劇場用映画での製作を決めた。製作費は当時の自主映画では破格の4000万円。

### 脚本
倉本聰の親友・中島貞夫に倉本を紹介してもらい、白井と倉本は脚本を贈呈する形をとり、倉本の了解を得て倉本脚本をベースに横山が一人でシナリオを書いた。映画監督は脚本を書けなくてはダメだと諸先輩方から忠告されていた。軍艦島のシークエンスは倉本脚本にはなく、横山が書き加えたもの。横山は「子どもから大人に移る青春の原型を突き詰めた」と話しており、デビュー作が作家としてパーソナリティの発露であることは言うまでもない。映画撮影後のオールラッシュの段階で横山と倉本が揉め、倉本、白井了承の上、脚本クレジットから倉本の名前を外すことになった。

### キャスティング
主役には当初、勝野洋と発表されていた。朝加真由美は当時、テレビバラエティのアシスタントでニコニコ笑うだけのイメージだったが、映画初出演・初主演でヌードを披露して評判を呼び、ポルノ映画のオファーが殺到した。痴漢される女の一人として花柳幻舟が出演し、花柳が映画公開年の1980年に傷害事件を起こし、たまたま花柳の愛人・羽仁五郎も本作に出演していたことからタイムリーな映画の宣伝になった。その他のキャスティングの詳細は分からないが、中島ゆたか、橘麻紀、山内恵美子は東映の専属女優で、今井健二は元東映俳優。その他、小松方正、安部徹、田中小実昌など、横山が所属した東映映画に馴染みの役者が多い。

### 音楽
劇伴は一柳慧だが、劇中歌として、1977年10月にリリースされたムーンライダーズのアルバム『イスタンブール・マンボ』から「週末の恋人」と「女友達（悲しきセクレタリー）」が使用されている。

### 撮影
1978年1月から製作に入り、1977年夏から撮影に取り掛かり、少数精鋭のスタッフで東京都内と長崎県軍艦島でオール・ロケーション。1978年4月に映画は完成した。

## 興行
映画は完成はしたものの、痴漢を題材にした作品内容から、配給を持ち込んだ東宝と松竹から「これじゃ商売にならんよ」、ATGにも「ウチらしくない」と断られ、配給の引き受け手がなく、日本の映画界から無視され、そのままお蔵入り。この段階では日本で『純』を観たのは200人だけだったという。大手の配給ルートに乗らなければ、自主上映以外に道はなく、上映はホールや公民館などになり、強力な支援グループがバックに付いているなら別だが、黒字になることはほぼなかった。横山は「商品価値を下げたくない」と自主上映に逃げず、メジャー映画会社の配給ルートに乗るまで粘り強くパブリシティが利くのを待った。ATGの試写を観た川喜多かしこが「日本ではダメでもフランス人には受けるかも」と横山にカンヌ国際映画祭批評家週間への出品を勧め、川喜多の支援により出品が成され、100本を越える作品の審査で上映される7本の1本に選出、1979年の同映画祭の批評家週間オープニング上映された。同年のカンヌ映画祭に出品された日本映画は他に『エーゲ海に捧ぐ』『地獄』『ザ・ウーマン』の三本で、パルム・ドールは『地獄の黙示録』だった。この後、ロンドン映画祭、ロサンゼルス映画祭でも上映され、1980年8月にはニューヨークで一般公開もされたが、日本ではあまり関心が高まらず、肝心の日本公開の目途は立たず。1980年9月14日から東京の名画座・池袋文芸坐地下で夜一回のみ上映、1980年10月1日から銀座並木座で公開され、当時としては名画座で異例の長蛇の列ができ、大ヒットした。この段階で製作費4000万円はほぼ回収できた。それでも全国公開には至らず、横山が古巣である東映の岡田茂社長に泣きつき、急遽東映セントラルフィルムが買い上げ、TCCチェーンに乗り、1980年12月20日から東京新宿東映ホール1を始め、ようやく全国7ヶ所で一斉ロードショー公開された。東映では公開終了期間を設けず「お客さんが入る限り上映を続けます」と大手映画会社が無視続けた罪滅ぼしのような異例の対応を行った。映画データベースでは日本で初めて劇場公開された1980年9月14日を公開日としている物が多いが、東映セントラルフィルム配給による全国劇場公開は1980年12月20日である。

## ロケ地
- 東京の国鉄線、私鉄線、地下鉄線[37]、後楽園ゆうえんち[37]、水道橋駅、新宿駅、代官山アパートメント[5]など東京都内各所[37]。
- 長崎県軍艦島。

## 興行成績
2億円。2億5000万～3億円。

## 評価
- 本作が製作された1978年頃は、旧態然とした助監督システムという徒弟制度により、若い監督が進出する余地は全くなかった[17][40]。自主映画やCMディレクターとして著名だった大林宣彦が二年もかかって1977年7月に東宝の出資を受けて『HOUSE』で、商業映画デビューした辺りから、助監督経験なしの大森一樹や石井聰亙らが続き、大手映画各社も若い監督をデビューさせようという機運が高まった[17]。横山の本作『純』が中でも先駆的なのは、それらは大手映画会社による配給がしっかり決まった後、映画の製作が始まったのに対して、『純』は配給ルートも決まらずに先に商業映画（35mm）を作った点[40]。本作以前にも配給ルートを決めずに映画を製作したケースはあったが大抵製作費の安い16mmであった。前述したように大手の配給ルートに乗らなければ大赤字を出し、大きな借金を抱えるのは確実で『純』の後、小栗康平が配給ルートを決めずに『泥の河』を作るようなケースが出て、松田政男は「東てる美の『闇に白き獣たちの感触』や横山博人の『純』が先駆」と評価している[40]。

- 桂千穂は「東映で助監督を四年やっただけに、着実な描写と冴えた演出で見せる。商業映画で鍛えられた人にしかない〈映画のリズム〉が脈打っているのも嬉しい。痴漢シーンなどの撮影に困難が伴ったことは容易に想像されるが異様な迫力がある。役者の使い方も上手く演出力の賜物といえる。けれど、見終わって意外に印象が薄いのは、あれこれつめ込み過ぎたエピソードが、どれも主人公のビルドゥングスロマンに緊密に絡んでこないせいではないか。脚本をガッチリ固められなかったからと想像されつくづく惜しい」などと評している[15]。

- 小藤田千栄子は「痴漢が主人公の孤独感の表出や、彼なりのコミュニケーションかも知れないが、妙に迫力を持っているのが女にとっては実に不愉快な、なんともイヤな映画である。それも被害者が誰一人としてその場で大声を上げたりしないのが余計に不愉快である。これは明らかに男の側の論理であり、女は誰一人として痴漢などには会いたくないのだということへの考察が全く欠けている。女の側の自由を犯してまで、このような行為をテーマに持って来たことに疑問を感じる」などと評している[34]。